# Bundesautobahn 52
De Bundesautobahn 52 (kort: BAB 52, A52 of 52) is een 97 kilometer lange autosnelweg in de Duitse deelstaat Noordrijn-Westfalen. De snelweg bestaat uit drie delen: vanaf de Nederlandse grens bij Roermond via Mönchengladbach naar Düsseldorf-Heerdt, van Düsseldorf-Mörsenbroich naar  Essen en het derde gedeelte loopt van Gladbeck, via Gelsenkirchen naar Marl-Noord.

## Verloop

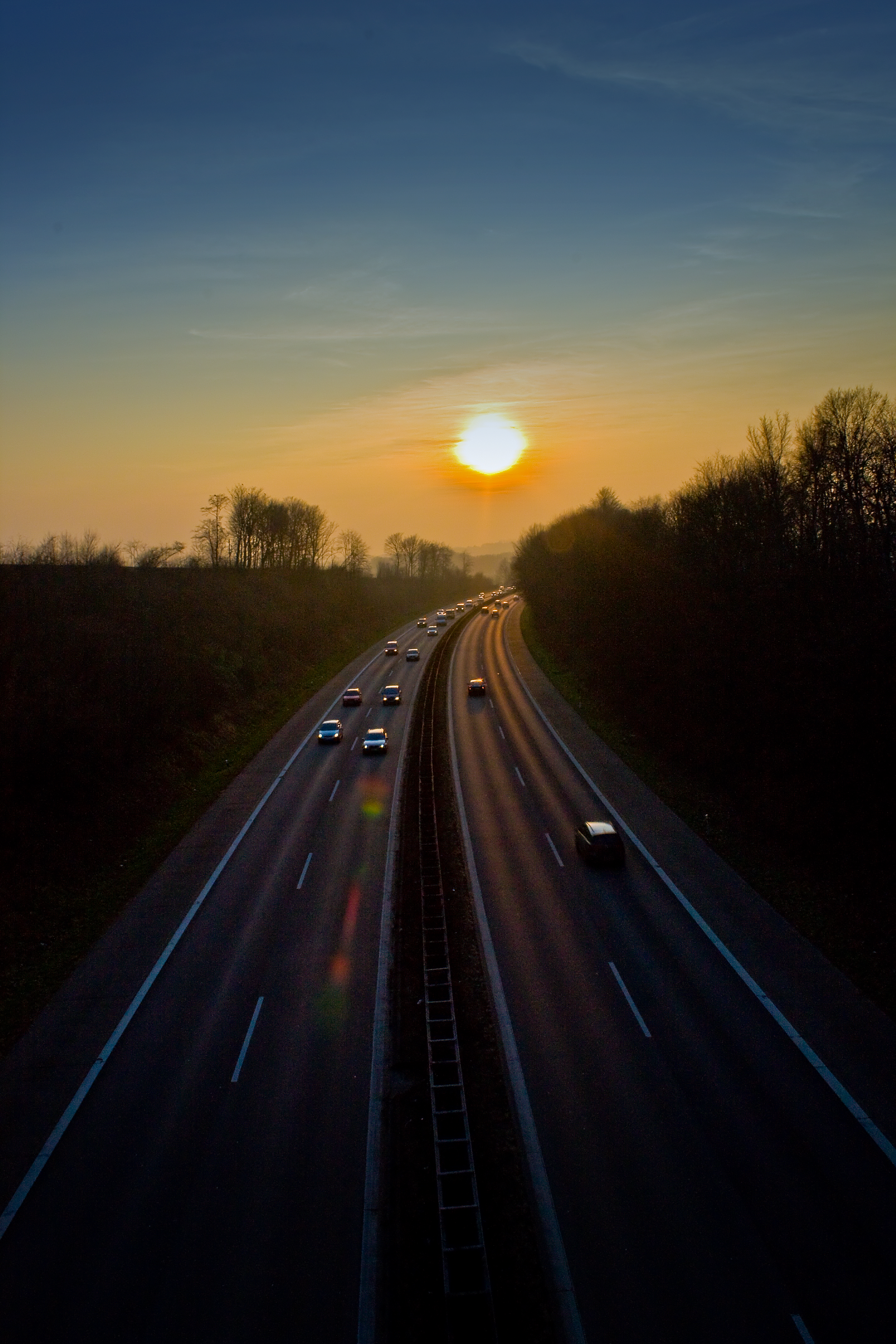
Kort voor de Mintarder Ruhrtalbrücke (2009)

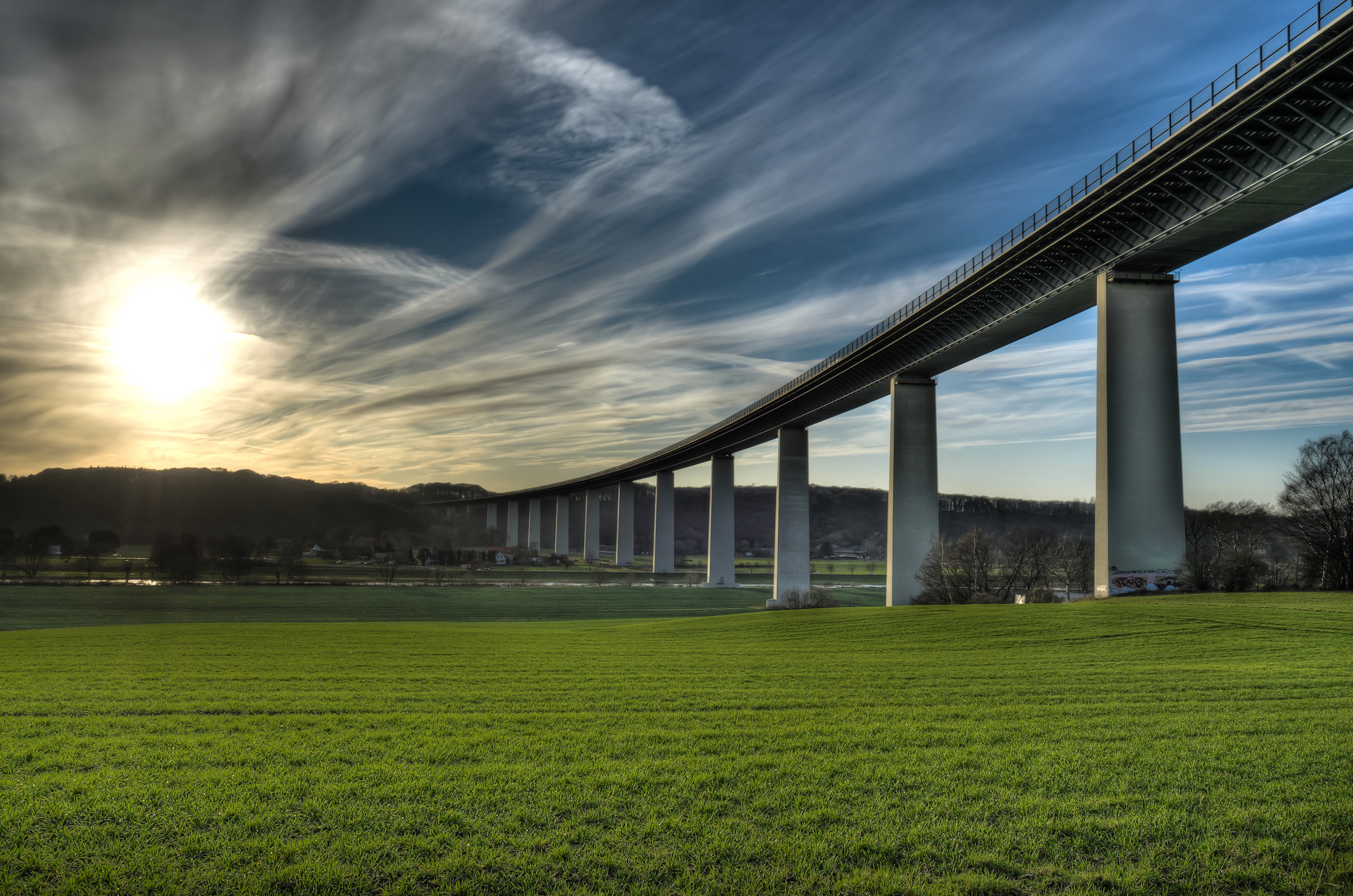
De Mintarder Ruhrtalbrücke is een imposante brug en verbindt via de A52 de steden Düsseldorf en Essen. (2012)

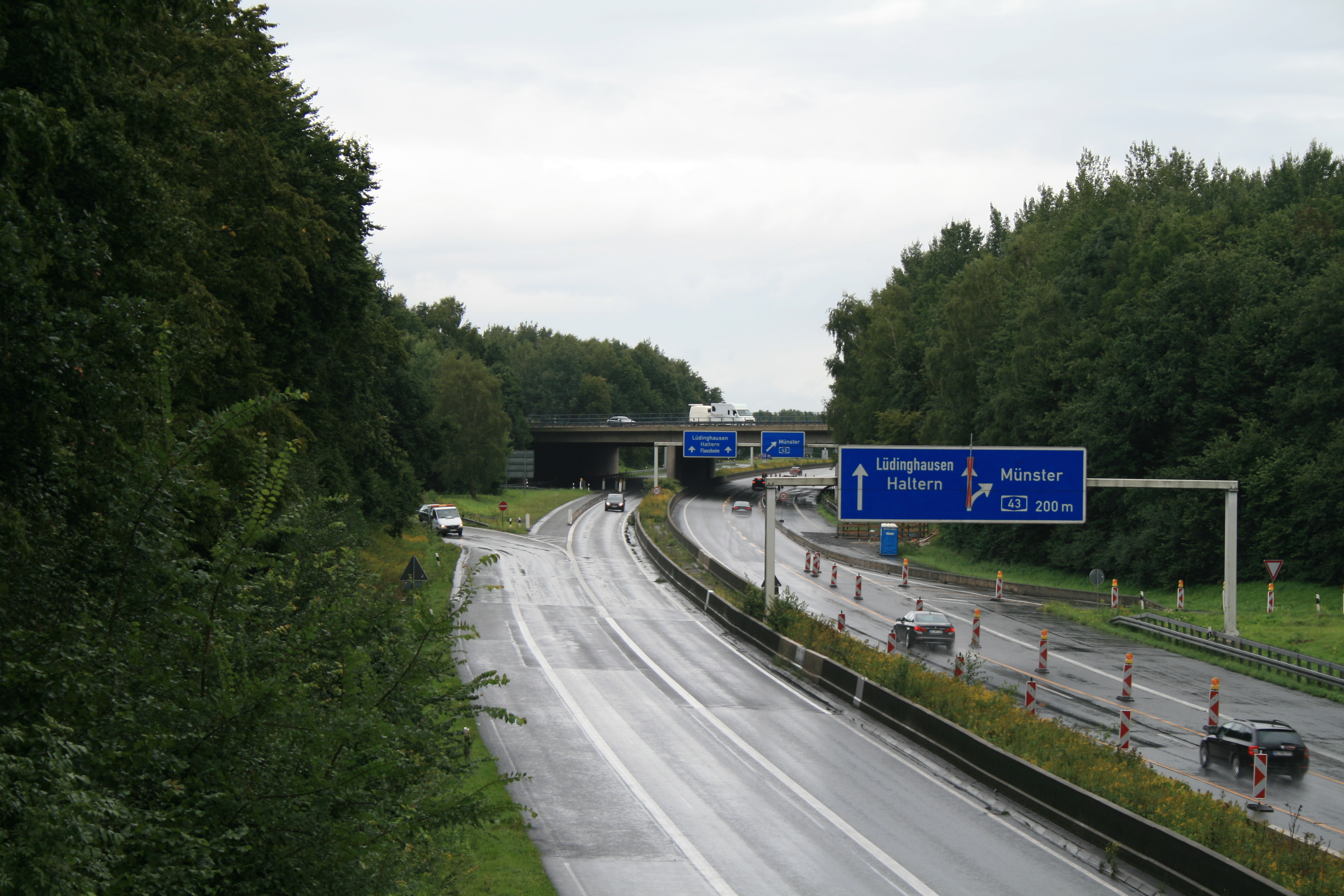
Einde van de A52 bij Kreuz Marl-Nord. (2015)

### Eerste trajectdeel: Nederland (Roermond) tot Düsseldorf
De A52 begint bij de Nederlandse grens ten westen van Elmpt als vervolg van de uit Roermond komende N280. Oostwaarts doorkruist de weg een groot bosgebied, dat bij het Grenspark Maas-Swalm-Nette hoort. Aansluitend bereikt de A52 de landelijke regio van de linkeroever van de Nederrijn. Na het passeren van de gemeenten Niederkrüchten en Schwalmtal bereikt de A52 het Kreuz Mönchengladbach, waar aansluiting is op de A61 (Venlo - Hockenheim). Mönchengladbach wordt noordelijk gepasseerd en bij het aansluitende Kreuz Neersen kruist de A44 (Aken - Hessisch Lichtenau) de A52. Daarachter, zuidelijk van Willich, bevindt zich de enige verzorgingsplaats langs de A52. Het Kreuz Kaarst verbindt de A52 met de A57 (Goch - Keulen). Na de aansluiting Büderich eindigt het eerste deel van de snelweg, waar de A52 overgaat als de B7 over de Theodor-Heuss-Brücke richting het noorden van Düsseldorf. 

#### Onderbreking in het noordwesten van Düsseldorf
Van Meerbusch-Büderich tot Düsseldorf-Mörsenbroich is de onderbreking in de A52 door de B7 en tussen Düsseldorf-Mörsenbroich en Düsseldorf-Rath door de B1 ingevuld. Het traject is als stadssnelweg ingericht, overbrugt de Rijn (Theodor-Heuss-Brücke), verloopt door de noordelijke binnenstad van Düsseldorf en voert direct door het Mörsenbroicher Ei. 
De B7 voert ook door het Heerdter Dreieck (ook wel "Abzweig Rheinkniebrücke genoemd") in Düsseldorf-Heerdt bij de grens met Oberkassel. Op deze locatie splitst zich de drie rijstroken tellende Bundesstraße bij de middelste rijstrook op in twee tweestrookse autowegen. Noordelijk gaat de tweestrookse B7 over de Theodor-Heuss-Brücke. De zuidelijke autoweg verloopt ondergronds parallel aan de Rijn om vervolgens over de Rheinkniebrücke te gaan.
Voor het doorgaande verkeer dat niet door het stadsgebied van Düsseldorf hoeft kan langs de onderbreking rijden via het traject Kreuz Neersen - Kreuz Düsseldorf-Nord via de A44 of het traject Kreuz Kaarst - Kreuz Meerbusch - Kreuz Düsseldorf-Nord via de A44 en A57. 

### Tweede trajectdeel: Düsseldorf tot Essen
Ter hoogte van de spoorwegonderdoorgang noordelijk van het Mörsenbroicher Ei bevindt zich de overgang van de B1 naar het tweede trajectdeel van de A52. Bij Kreuz Düsseldorf-Nord wordt opnieuw de A44 gekruist, die het noordelijke deel van de ring van Düsseldorf vormt. Het knooppunt bevindt zich direct nabij de Luchthaven Düsseldorf en heeft een zeer ongewone vorm die eigenlijk uit twee knooppunten bestaat. Daarnaast zijn ook twee aansluitingen en een tankstation in het knooppunt geïntegreerd. In noordwestelijke richting gaat de A52 langs Ratingen en voor het noordelijke stadsdeel Breitscheid wordt de A524 naar Krefeld en de A3 (Emmerik - Passau) in een gecombineerd knooppunt met elkaar verbonden. 
Bij het zuidelijke stadsdeel Mintard van Mülheim an der Ruhr wordt het Ruhrdal met de 1.830 meter lange Mintarder Ruhrtalbrücke overbrugt. Het kunstwerk is de langste stalen brug van Duitsland. Vervolgens komt de A52 het stadsgebied van Essen binnen. Direct na de 340 meter lange Tunnel Huttrop eindigt het tweede trajectdeel van de A52 bij Dreieck Essen-Ost op de A40. 

#### Onderbreking in het noorden van Essen
Tussen het knooppunt Dreieck Essen-Ost en aansluiting (voormalig knooppunt) Essen-Nord aan de A42 is er, anders dan in Düsseldorf, geen goed uitgebouwde alternatief voor de onderbreking. Bij aansluiting Essen-Noord is de B224 bij de bouw van de A42 al van een snelwegprofiel voorzien, echter aangewezen als autoweg. In het verdere verloop tot Gladbeck heeft de weg 2x2-rijstroken met een smal profiel, fiets- en voetpaden evenals meerdere kruispunten met verkeerslichten. De aansluiting Essen/Gladbeck aan de A2 is deels ongelijkvloers uitgevoerd.

### Derde trajectdeel: Gladbeck tot Marl
Ongeveer bij de grens van de steden Gladbeck en Gelsenkirchen begint ter hoogte van een tankstation het derde deel van de A52 als vervolg van de uit Essen komende 2x2-rijstroken tellende B224. De snelweg voert direct ten oosten van de BP Raffinaderij in Gelsenkirchen-Scholven langs naar het noorden en knikt bij Dorsten respectievelijk Marl-Polsum in noordoostelijke richting, ten noorden van de stad Marl langs. Direct ten noorden bevindt zich het Chemiepark Marl, een ander groot industrieterrein. Bij Kreuz Marl-Nord met de A43 (Münster - Wuppertal) eindigt de snelweg en gaat als L612 verder naar Haltern-Flaesheim. 

## Geschiedenis

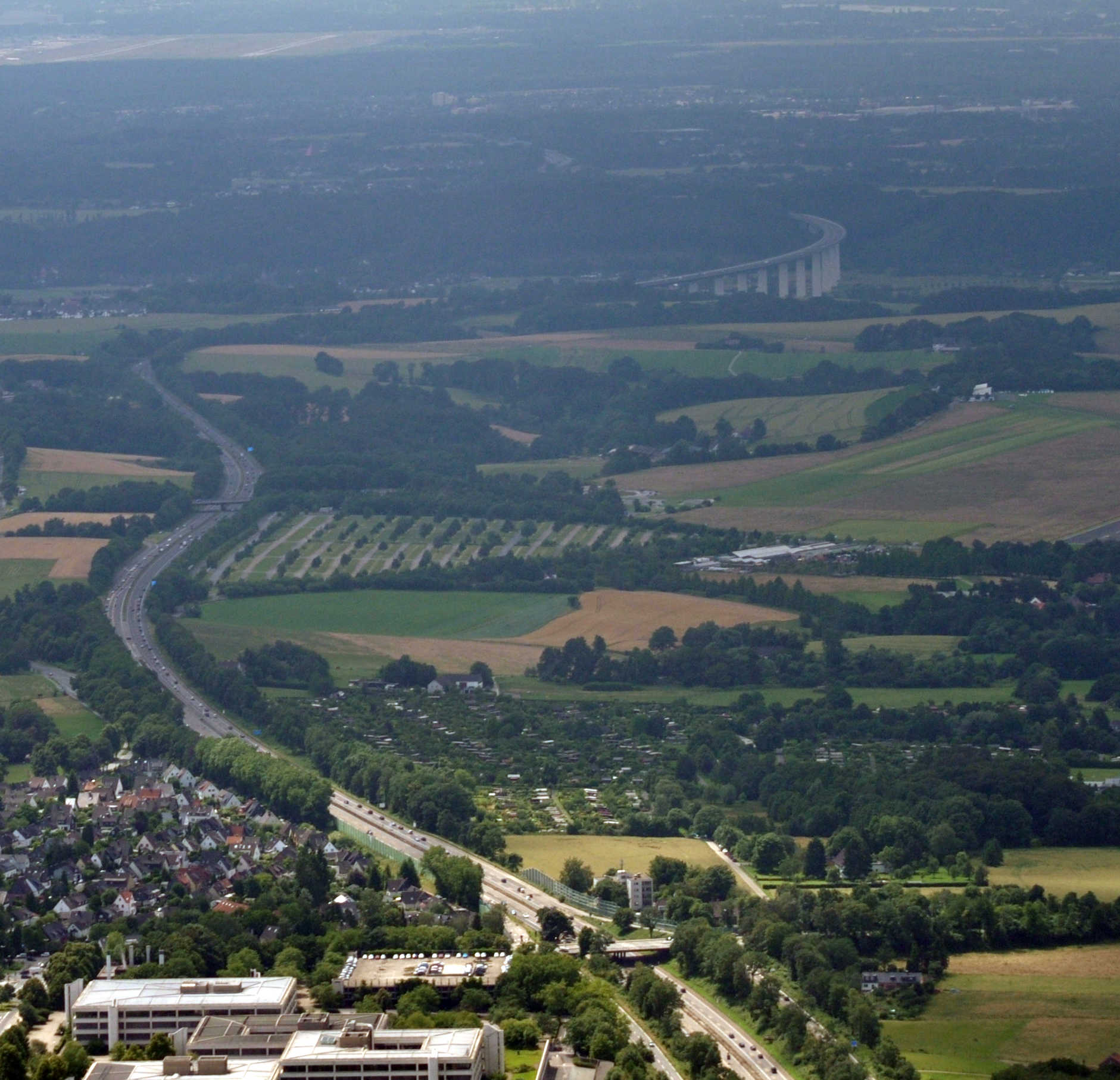
De A52 bij Essen (onder in beeld). Op de achtergrond is de Ruhrdalbrug te zien. Kijkend richting het westen. (2016)

Al in de jaren 50 werd met de bouw van de expresweg B1 tussen Düsseldorf-Mörsenbroich (stadssnelweg) en Breitscheid bij de A3 als noordelijke ontsluitingsweg voor Düsseldorf gestart. De bouw werd in wezen in 1960 afgerond.
Eveneens in de jaren 50 begon de bouw van de Düsseldorfse stadssnelweg tussen Meerbusch-Büderich, Düsseldorf-Heerdt, -Niederkassel, -Derendorf en -Mörsenbroich met de Theodor-Heuss-Brücke als onderdeel van de B7. Tussen 1957 en 1959 volgde de openingen van enkele deeltrajecten.
Al in 1956 werden de plannen voor een snelwegverbinding als verlenging van de noordelijke Düsseldorfse ontsluitingsweg van Breitscheid naar Essen, aansluitend met een Ruhrdalbrug bij Mintard, als nieuwe Bundesstraße 288 opgenomen. De werkzaamheden begonnen in 1963 en werden in 1966 met de vrijgave van het trajectdeel tussen aansluiting Breitscheid en aansluiting Essen-Rüttenscheid afgesloten.
In de jaren 60 werd enerzijds een vierstrookse verbreding en nieuwbouw van de B224 tussen Gelsenkirchen, Gladbeck en Essen naar voren gehaald. In 1967 werd een trajectdeel tussen Gladbeck-Butendorf, aansluiting Gelsenkirchen-Buer-West en een aansluiting op de oude B224 noordelijk van aansluiting Gelsenkirchen-Scholven geopend.
Eveneens in deze periode werden de plannen voor een vierstrookse verbinding van Mönchengladbach (ongeveer vanaf Kreuz Neersen) tot Meerbusch-Büderich als onderdeel van de B7 opgepakt en de werkzaamheden gestart. In 1971 werd ook deze verbinding voor het verkeer vrijgegeven.
In het wegenplan voor de bouw van federale wegen in de periode 1971 tot 1985, vastgesteld op 30 juni 1971, was op het later als "Bundesautobahn 52" genummerd tracé nog geen snelweg gepland. Echter daarvoor waren vierstrookse en zesstrookse nieuwbouwexpreswegen als Bundesstraße voorzien. Het ging daarbij om de volgende plannen:
| Wegnummer | Trajectdeel | Aantal rijstroken | Prioriteit |
| --------- | --- | ----------------- | ---------- |
| B230      | Roermond - Niederkrüchten - Schwalmtal-Hostert                                                                   | 2x2 rijstroken    | III        |
| B230      | Schwalmtal-Hostert - Kreuz Mönchengladbach (B7/B59)                                                              | 2x2 rijstroken    | II         |
| B288      | Kreuz Breitscheid - Essen-Rüttenscheid                                                                           | 2x3 rijstroken    | III        |
| B288      | Essen-Rüttenscheid - Kreuz Essen-Ost (Ruhrschnellweg, B1)                                                        | 2x3 rijstroken    | I          |
| B224      | Kreuz Gladbeck - Gelsenkirchen-Scholven - Dreieck Gelsenkirchen-Buer-Nord (B227n/B224n, later als A41 genummerd) | 2x2 rijstroken    | I          |

De verbinding Dorsten-Ost - Marl-Nord was nog niet voorzien.
Nog voor de herstructurering en de nieuwe nummering van het snelwegennetwerk behield in 1973 het tracé Roermond - Mönchengladbach - Büderich het interne nummer "Autobahn 209", terwijl het tracé Düsseldorf-Rath - Essen-Rüttenscheid het nummer "Autobahn 214" kreeg.
Met de hernummering van het snelwegennet, die op 1 januari 1975 in werking trad, behield het traject Roermond - Mönchengladbach - Düsseldorf - Essen - Gelsenkirchen-Buer-Nord het nummer "Bundesautobahn 52".
In het conceptwegenplan voor de bouw en verbouw van federale wegen in de periode 1971 tot 1985, vastgesteld op 1976, was het tracé van de A52 nagenoeg onveranderd opgenomen, echter werd de prioriteit van enkele trajectdelen gewijzigd.
| Trajectdeel                                           | Indeling           | Prioriteit                                                          |
| ----------------------------------------------------- | ------------------ | ------------------------------------------------------------------- |
| Roermond - Niederkrüchten - Mönchengladbach-Hardt     | 2x2 rijstroken     | 1 rijbaan prioriteit Ia, twee rijbaan als mogelijke lage prioriteit |
| Mönchengladbach-Hardt - Kreuz Mönchengladbach (A61)   | 2x2 rijstroken     | Ia                                                                  |
| Kreuz Kaarst - aansl. Büderich                        | 2x3 rijstroken     | Ib                                                                  |
| Kreuz Breitscheid - aansl. Essen-Rüttenscheid         | 2x3 rijstroken     | mogelijke lage prioriteit                                           |
| aansl. Essen-Rüttenscheid - Kreuz Essen-Ost (B1/A430) | 2x3 rijstroken     | lopend plan                                                         |
| Kreuz Essen-Ost (B1/A430) - Kreuz Essen-Nord          | 2x3 rijstroken     | Ib                                                                  |
| Kreuz Essen-Nord - Kreuz Gladbeck                     | 2x2/2x3 rijstroken | Ib/mogelijk lage prioriteit                                         |
| Kreuz Gladbeck - Gladbeck-Butendorf                   | 2de rijbaan        | Ib                                                                  |

Het traject Dorsten-Ost tot Marl-Nord was toen ook nog niet voorzien.
Het tweede wegenplan voor de bouw van federale wegen in de periode 1971 tot 1985, vastgesteld op 25 augustus 1980, bracht een kleine verandering in het tracéverloop van de A52. Met het wegvallen van de geplande A41 Dorsten - Gelsenkirchen - Sprockhövel werd het gereed zijnde gedeelte van de A41 tussen Gelsenkirchen-Buer-Nord en Dorsten-Ost bij de A52 gevoegd. Daarnaast waren de volgende plannen voorzien:
| Trajectdeel                                                   | Indeling       | Prioriteit                    |
| ------------------------------------------------------------- | -------------- | ----------------------------- |
| Roermond - Elmpt                                              | 2de rijbaan    | II                            |
| Elmpt - Kreuz Mönchengladbach (A61)                           | 2x2 rijstroken | I                             |
| aansl. Kaarst-Nord - aansl. Büderich                          | 2x3 rijstroken | I, deels lopend plan          |
| Kreuz Essen-Ost (B1/A430) - Kreuz Essen-Nord - Kreuz Gladbeck | 2x3 rijstroken | I                             |
| Kreuz Gladbeck - Gelsenkirchen-Buer-Nord                      |                | deels ombouw met prioriteit I |

Het traject Dorsten-Ost tot Marl-Nord was nog geen onderdeel van de A52, terwijl het in 1980 al volledig gereed was.
De derde wijziging van het federale wegenplan, vastgesteld op 21 april 1986, bevatte nog steeds niet het traject Dorsten-Ost - Marl-Nord als onderdeel van de A52. Het nieuwe wegenplan bracht weer een aantal wijzigingen met zich mee, namelijk:
| Trajectdeel                              | Indeling       | Prioriteit                                             |
| ---------------------------------------- | -------------- | ------------------------------------------------------ |
| Roermond - Elmpt                         | 2de rijbaan    | lage prioriteit                                        |
| Elmpt - Kreuz Mönchengladbach (A61)      | 2x2 rijstroken | 1 rijbaan hoge prioriteit; 2de rijbaan lage prioriteit |
| Kreuz Gladbeck - Gelsenkirchen-Buer-West |                | deels ombouw als hoge prioriteit                       |

In 1987 werd het traject Dorsten-Ost tot Marl-Nord als A52 genummerd.
Na de vierde wijziging van het wegenplan, vastgesteld op 15 november 1993, waren de volgende trajectdelen gepland:
| Trajectdeel                                                        | Indeling       | Prioriteit      |
| ------------------------------------------------------------------ | -------------- | --------------- |
| Roermond - Elmpt                                                   | 2de rijbaan    | lage prioriteit |
| Elmpt - aansl. Hostert                                             | 2de rijbaan    | hoge prioriteit |
| Kreuz Essen-Ost (B1/A430) - Kreuz Essen-Nord                       | 2x3 rijstroken | lage prioriteit |
| Kreuz Essen-Nord - Kreuz Gladbeck - aansl. Gelsenkirchen-Buer-West | 2x3 rijstroken | hoge prioriteit |

Het vijfde wegenplan voor federale wegen, vastgesteld op 4 oktober 2004, omvatte nog de volgende projecten:
| Trajectdeel                                            | Indeling       | Prioriteit             |
| ------------------------------------------------------ | -------------- | ---------------------- |
| Roermond - Elmpt                                       | 2x2 rijstroken | hoge prioriteit        |
| Kreuz Essen-Ost (B1/A430) - Kreuz Essen-Nord           | 2x3 rijstroken | stevig gepland project |
| Kreuz Essen-Nord - Kreuz Gladbeck - Gladbeck-Butendorf | 2x2 rijstroken | hoge prioriteit        |

De regeringen van Duitsland en Nederland hebben in een staatsverdrag zichzelf verplicht de beide snelwegennetten verder met elkaar te verbinden. Hieronder viel ook de verbinding van de A52 met de Nederlandse N280. Het project werd door de EU ondersteund, omdat de weg het trans-Europese netwerk verbeterd. Vanaf de Nederlandse A73 bij Roermond tot de Nederlands-Duitse grens is de N280 als expresweg (autoweg) aangelegd. Op 18 mei 2009 werd het trajectdeel tussen de Nederlandse grens en Elmpt vrijgegeven.

## Vrijgave voor het verkeer
| Jaar      | Traject                                                                                              | Lengte  | Opmerking                                             |
| --------- | --- | ------- | ----------------------------------------------------- |
| 1957-1959 | Bouw stadssnelweg Düsseldorf (Büderich - Heerdt - Niederkassel - Derendorf - Mörsenbroich)           |         |                                                       |
| 1959-1960 | Om- en nieuwbouw noordelijke ontsluitingsweg Düsseldorf (aansl. Düsseldorf-Rath - aansl. Breitscheid | 10,3 km | als B1 genummerd; in 1971 tot snelweg opgewaardeerd   |
| 1966      | aansl. Breitscheid - aansl. Essen-Rüttenscheid                                                       | 13 km   | als B288 genummerd; in 1971 tot snelweg opgewaardeerd |
| 1967      | aansl. Gelsenkirchen-Buer-West - aansluiting op de B224 noordelijk van aansl. Gelsenkirchen-Scholven | 2,5 km  | als B224 genummerd                                    |
| 1968      | aansl. Marl-Brassert - aansl. Marl-Hamm                                                              | 3 km    | als Landesstraße genummerd                            |
| 1971      | Kreuz Neersen - aansl. Büderich                                                                      | 15,9 km | als B7 genummerd                                      |
| 1971      | Kreuz Essen-Nord                                                                                     | 2 km    | als B224 genummerd                                    |
| 1973      | aansl. Marl-Frentrop - aansl. Marl-Brassert                                                          | 3 km    | als Landesstraße genummerd                            |
| 1974      | Kreuz Mönchengladbach - Kreuz Neersen                                                                | 8,5 km  | als B7n genummerd                                     |
| 1974      | aansluiting op de B224 noordelijk van aansl. Gelsenkirchen-Scholven - aansl. Gelsenkirchen-Hassel    | 1,5 km  | als Landesstraße genummerd                            |
| 1979      | aansl. Marl-Hamm - Kreuz Marl-Nord                                                                   | 4 km    | als Landesstraße genummerd                            |
| 1980      | aansl. Gelsenkirchen-Hassel - aansl. Marl-Frentrop                                                   | 5 km    | als Landesstraße genummerd                            |
| 1981      | aansl. Essen-Rüttenscheid - Dreieck Essen-Ost                                                        | 5 km    |                                                       |
| 1983      | aansl. Hostert - Kreuz Mönchengladbach                                                               | 4,1 km  |                                                       |
| 1989      | randweg Waldniel                                                                                     | 4,7 km  | 1 rijbaan                                             |
| 1999      | westelijk van Elmpt - oostelijk van Niederkrüchten                                                   | 8,1 km  |                                                       |
| 1999      | oostelijk van Niederkrüchten - oostelijk van aansl. Hostert                                          | 5,1 km  | 2de rijbaan                                           |
| 2009      | Roermond (grens NL/D) - Elmpt                                                                        | 5,4 km  |                                                       |

## Plannen en uitbreidingen

### Verbreding bij Mönchengladbach
Verder is gepland de A52 tussen Kreuz Mönchengladbach en Kreuz Neersen van 2x2 naar 2x3 rijstroken te verbreden. Daarbij zijn bij Kreuz Neersen al de werkzaamheden gestart. In het Bundesverkehrswegeplan 2030 is het plan met een hoge prioriteit opgenomen om de flessenhals op te lossen. Tot de verwezenlijking van het plan zijn tijdelijke spitsstroken als tussenoplossing bedacht.

### Verlenging in Essen en Gladbeck

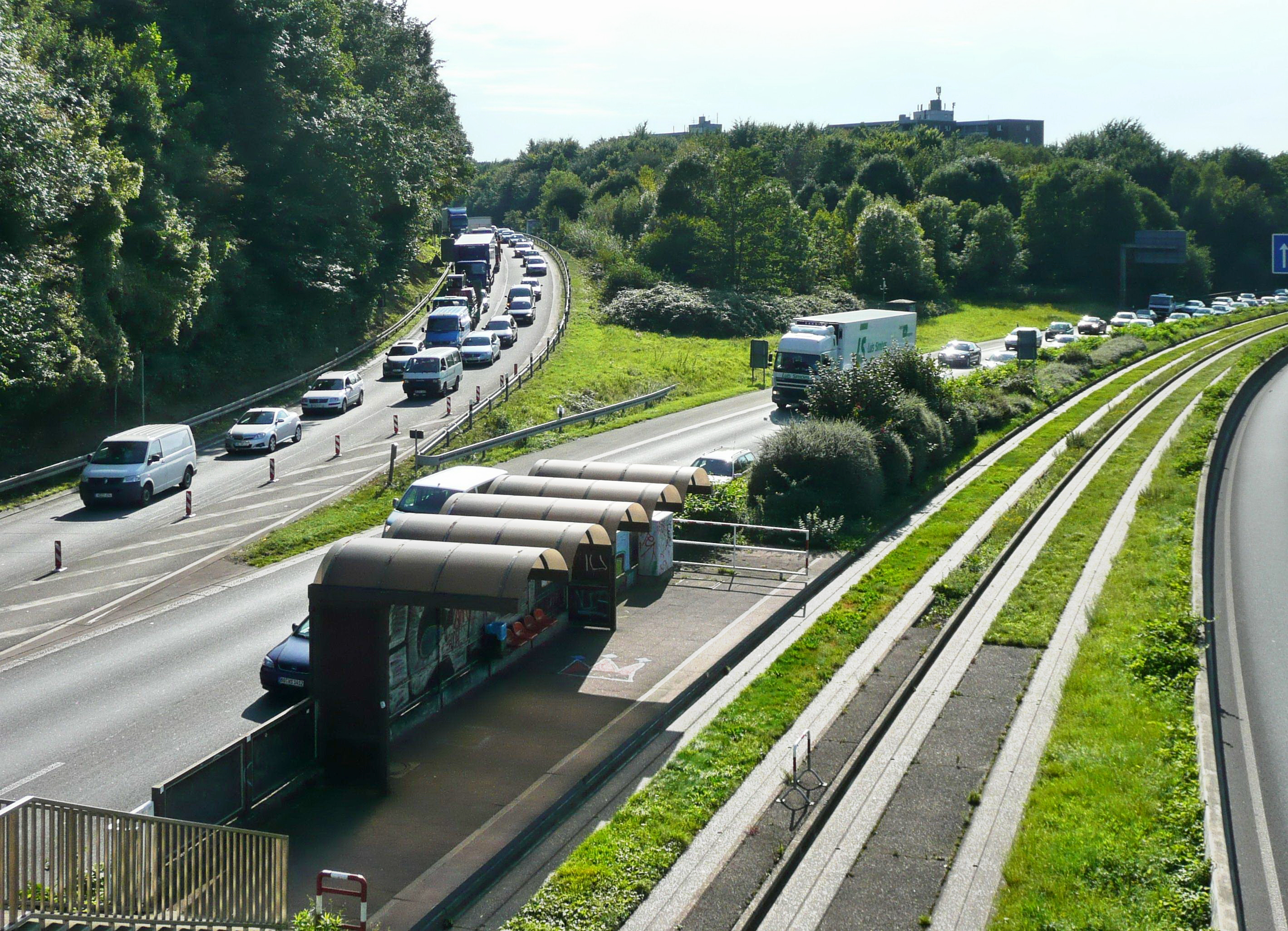
Einde van het middelste gedeelte van de A52 op de A40 bij Dreieck Essen-Ost. (2008)

Sinds lange tijd gepland is de bouw van het ontbrekende trajectdeel tussen de A40 (Dreieck Essen-Ost) en A42 (Kreuz Essen-Nord) evenals vanaf daar tot aan de A2 (Kreuz Gladbeck). In het bijzonder het trajectdeel door het dicht bebouwde gebied van Essen en Gladbeck is er weerstand, die door plaatselijke burgerinitiatieven gevoerd worden. Daarbij wordt op het geplande A52-tracé van Marl tot aan het geplande knooppunt Kreuz Gladbeck kritiek geleverd, doordat men tot op heden nog niet tot een definitieve variant over de bouwwijze is overeengekomen. Op 21 januari 2009 werd door de stad Essen de onderzoeken voor het trajectdeel tussen Kreuz Essen-Nord en Bottrop ten behoeve van het tracébesluit gepubliceerd.
In 2009 omvatte de actuele planning een vaststellingstermijn voor het laatste trajectdeel tussen Essen-Ost en Essen-Nord voor het jaar 2023.
Op 17 februari 2011 meldde de Westdeutsche Allgemeine Zeitung dat de bouw van de A52 op het grondgebied van Essen door problemen met de financiering door de federale overheid en de slechte stedenbouwkundige inpasbaarheid niet meer door zou gaan.
Op 25 maart 2012 kwam er uit een referendum, waaraan ongeveer 23.000 inwoners uit Gladbeck meededen, dat de bewoners van Gladbeck de als "tunneloplossing" geplande ombouw van de B224 in Gladbeck niet met twee miljoen euro te willen bijdragen. Het resultaat van het referendum was met 55,9% tegen 44,1% beslist. Oorspronkelijk was een bovengronds tracé in gedachte, maar op het laatst was een oplossing in vorm van een tunnel gepland, waarop een groene laan aangelegd zou worden. De wegbeheerder Straßen.NRW sloot echter toentertijd niet uit dat het traject van Essen langs Essen-Nord en Bottrop tot Kreuz Gladbeck en daarmee de ombouw van aansluiting Essen/Gladbeck tot Kreuz Gladbeck gerealiseerd zou worden.
In augustus 2014 werd bekend dat de wegbeheerder Straßen.NRW een procedure voor het traject Essen-Nord (A42) - Kreuz Gladbeck (A2) gestart heeft, waarop meteen de inwoners uit Gladbeck tegenstand aankondigden. Begin 2017 maakte de Straßen.NRW bekent dat het voornemen voor de weg van Essen-Nord naar Gelsenkirchen-Buer in drie bouwfases gerealiseerd gaat worden. Fase 1 loopt van Kreuz Essen-Nord (A42) tot grens Bottrop/Gladbeck, fase 2 van grens Bottrop/Gladbeck tot aan Kreuz Essen/Gladbeck (A2) en fase 3 van Kreuz Essen/Gladbeck (A2) tot aansluiting Gelsenkirchen-Buer. Begin 2020 is voorzien dat de bouw van bouwfases 1 en 2 op zijn vroegst in 2022 kan beginnen en in vier jaar gereed kan zijn. De start van bouwfase 3 kan niet voor 2026 beginnen, omdat de bouw van dit deel pas na fase 1 en 2 gestart kan worden.

### Ombouw knooppunt Essen-Ost
In juli 2019 werd de ombouw van het knooppunt Dreieck Essen-Ost vastgesteld. Doelstelling van deze aanpassing is het verbeteren van het invoegen van de zuid-oost-verbinding op de A40 in de richting van Dortmund. Voorzien is, de huidige enkelstrookse toerit aan te passen naar een tweestrookse toerit met taper. Dit wordt gedaan om de verkeersdoorstroming en verkeersveiligheid te verbeteren. Hierop zijn bezwaren tegen ingediend, echter deze zijn door de hoge bestuursrechter van Noordrijn-Westfalen in november 2021 afgewezen. De werkzaamheden zijn echter nog niet gestart.

### Renovatie van de Ruhrtalbrücke Mintard
De burg over het Ruhrdal tussen Kreuz Breitscheid en Essen-Kettwig werd tussen 2001 en 2005 gerenoveerd. Tijdens de werkzaamheden, die steeds in de zomermaanden plaatsvonden, was in beide richtingen alleen één rijstrook beschikbaar. Daarnaast was er een verbod voor voertuigen met een totaal gewicht van boven de 16 ton. Aangenomen werd dat de stalen voegovergangen het langer zouden volhouden, waardoor deze buiten de renovatie vielen. Dat deze aanname fout uitpakte en de overgangen door de werking van strooizout en water corroderen, moest de wegbeheerder Straßen.NRW een nieuwe renovatie van 1 juli tot 30 september 2013 plannen. Tijdens deze werkzaamheden werd de A52 tussen Kreuz Breitscheid en aansluiting Essen-Kettwig in de richting van Essen volledig afgesloten. De rijstroken richting Düsseldorf bleven open en werden ook tijdelijk over de (gesloten) tegenrichtingsrijbaan geleid.
In kader van een geplande verbreding naar 2x3 rijstroken van de A52 tussen Kreuz Breitscheid en aansluiting Essen-Rüttenscheid zal de Ruhrdalbrug compleet opnieuw gebouwd worden. Na deze verbreding zal de A52 tussen Kreuz Düsseldorf-Nord en Dreieck Essen-Ost doorgaand 2x3 rijstroken hebben.

## Bijzonderheden

### Rijbaansplitsing in Gelsenkirchen en Dorsten
Tussen de aansluitingen Gelsenkirchen-Hassel en Gelsenkirchen-Scholven bevindt zich een rijbaansplitsing. Deze werden als bouwvoorbereiding voor een knooppunt aangelegd, omdat toen de bouw van de als A41 genummerde verlenging in zuidoostelijke richting door het stadsgebied van Gelsenkirchen gepland was. Ook bij de stad Dorsten werd bij de bouw van de snelweg in de jaren 80 nog een rijbaansplitsing als voorbereiding gerealiseerd. Hier zou de A41 in noordelijk richting om Dorsten heen naar de A31 geleid worden. Nadat de oostelijk randweg Dorsten in de jaren 90 als L608 gerealiseerd werd, werd de rijbaansplitsing ongedaan gemaakt en de aansluiting Dorsten-Ost gebouwd.

### Aansluitingen in Essen
Anders dan bij een normaal snelwegverloop zijn de aansluitingen Essen-Haarzopf en Essen-Rüttenscheid in elkaar verstrengeld. Bijvoorbeeld uit de richting van Bochum komend is de volgorde: afrit Rüttenscheid - afrit Haarzopf - toerit Rüttenscheid - toerit Haarzopf. Deze situatie is mogelijk ontstaan door het op dit traject aan beide zijde parallel liggende Norbertstraße, die als lokale parallelrijbaan van de snelweg fungeert. 

### Vliegtuigongeluk
Op 24 november 2006 maakte een uit Berlijn komend vliegtuigje van het type Piper PA-34 van de VHM Schul- und Charterflug door een brandstofprobleem op de A52 bij aansluiting Essen-Haarzopf, net voor het vliegveld Essen/Mülheim, een noodlanding. Er raakte zeven mensen gewond, daarnaast leidde het voorval ook tot schade aan voertuigen en de infrastructuur. Daardoor ontstond er een file in beide richtingen met een lengte van ongeveer 10 kilometer.
Wegens het in gevaar brengen van het luchtverkeer werd de piloot tot een gevangenisstraf van 15 maanden voorwaardelijk en een geldboete van €20.000 veroordeeld. Eveneens verloor hij zijn vliegbrevet. Door de vastgestelde grove nalatigheid bij de overname van het gehuurde vliegtuig werd de materiële schade aan de machine ter hoogte van ongeveer €150.000 niet door de cascoverzekering van het vliegtuig vergoed.